# پیکسلی (کالیفرنیا)
پیکسلی (به انگلیسی: Pixley) یک منطقهٔ مسکونی در ایالات متحده آمریکا است که در شهرستان تولار، کالیفرنیا واقع شده‌است. پیکسلی ۸٫۰۶۶ کیلومتر مربع مساحت و ۳٬۳۱۰ نفر جمعیت دارد و ۸۳ متر بالاتر از سطح دریا واقع شده‌است.